# Il Dirodorlando
Il Dirodorlando è stato un programma televisivo italiano per ragazzi di genere game show, andato in onda sul Programma Nazionale tra il 1974 e il 1975.

## Il programma
Il programma, condotto da Ettore Andenna, fu inserito nella TV dei ragazzi il sabato pomeriggio, sostituendo come telequiz il programma Scacco al re, a sua volta erede di Chissà chi lo sa?, presentato da Febo Conti.
Fu ideato da Cino Tortorella, Bianca Pitzorno e Guglielmo Zucconi, che firmarono anche il libro omonimo, pubblicato nel 1974 da Rizzoli.
Esso coinvolgeva in una serie di giochi, basati su di un linguaggio medioevaleggiante perlopiù inventato (i ragazzi erano i barabitti, i capisquadra erano i baldostenghi, ecc.), il pubblico presente in sala e quello da casa, mentre nella maggior parte delle puntate si affrontavano due squadre di ragazzi delle scuole medie (che si davano nomi fantasiosi come "I travicelli"). I giochi si fingevano tratti da un antico incunabolo, chiamato appunto "Dirodorlando", che si fingeva scoperto nell'abbazia dei frati cistercensi di Gottinga. Il titolo del programma e dell'immaginario incunabolo derivava peraltro dal primo verso della seconda ottava del poema Orlando furioso ("Dirò d'Orlando, in un medesmo tratto..."). La trasmissione si apriva con una "frase misteriosa" scritta in un codice che cambiava ogni volta e pronunciata dalla voce di un personaggio famoso. Il pubblico a casa doveva scoprire il codice e decifrare la frase, indovinando il nome del personaggio e inviando così la soluzione per posta. Memorabile la frase della prima puntata: EROMU BUHAO OH PAEHI HU OMTIMSU, in cui sostituendo a ogni vocale la vocale precedente nell'alfabeto, e a ogni consonante quella successiva si otteneva la soluzione: ASINO COLUI IL QUALE LO INVENTÒ; oltre al significato della frase, il pubblico doveva indovinare anche la voce recitante che era quella di Mia Martini. La sigla era un brano composto ed eseguito al sintetizzatore elettronico dal jazzista milanese Giampiero Boneschi.